# Burge
Pour les articles homonymes, voir Burge (homonymie).
La Burge est une rivière française qui coule dans le département de l'Allier, en région Auvergne-Rhône-Alpes. C'est un affluent gauche de l'Allier, donc un sous-affluent de la Loire.

## Géographie
La Burge prend sa source sur le territoire de la commune de Bourbon-l'Archambault, au cœur du Bocage bourbonnais, dans la partie occidentale du département de l'Allier. Elle adopte dès sa naissance la direction du nord-est, plus ou moins parallèlement au cours de la Bieudre (au nord) et de la Queune (au sud). Peu avant d'aborder la forêt de Bagnolet, elle reçoit de droite les eaux de la rivière Ours, son plus important affluent. Elle contourne alors la forêt par l'ouest et finit peu après par se jeter dans l'Allier en rive gauche, sur le territoire d'Aubigny.
Sa longueur totale est de 29,4 kilomètres.

### Communes et cantons traversés
Dans le seul département de l'Allier, la Burge traverse les six communes suivantes, de l'amont vers l'aval, de Bourbon-l'Archambault (source), Saint-Menoux, Agonges, Couzon, Saint-Léopardin-d'Augy, Aubigny (confluence).

### Bassin versant
La Burge traverse quatre zones hydrographiques K352, K353, K354, K355, pour une superficie totale de 13 594 km2.

## Affluents
La Burge a onze tronçons affluents référencés dont :
- Le Duret,
- les Vesvres,
- l'Ours (rd), 25,4 km sur sept communes avec cinq affluents et de rang de Strahler cinq.
- le Pentel,
- l'Étang de Gâte-Pays,
- les Landes,
- la Villaine,

Donc son rang de Strahler est de six.

## Hydrologie

### La Burge à Aubigny
Le débit de la Burge a été observé durant 13 ans (1994-2008), à Aubigny, localité du département de l'Allier, située peu avant son confluent avec l'Allier. Le bassin versant de la rivière y est de 225 km2, c'est-à-dire sa quasi-totalité.
Le module de la rivière à Aubigny est de 1,05 m3/s.
La Burge présente des fluctuations saisonnières de débit assez marquées et caractéristiques des cours d'eau du piémont nord du Massif central. Les hautes eaux se déroulent en hiver et affichent des débits mensuels moyens situés dans une fourchette allant de 1,5 à 3,1 m3/s, de janvier à mars inclus (avec un maximum en janvier). Dès fin mars, le débit chute progressivement jusqu'aux basses eaux d'été qui ont lieu de juillet à septembre, entraînant une baisse du débit moyen mensuel atteignant 0,20 m3/s au mois de juillet et 0,22 en août et en septembre. Mais les fluctuations de débit sont bien plus prononcées sur de plus courtes périodes, ou selon les années.

### Crues
Les crues peuvent être fort importantes, malgré la taille assez faible du bassin versant. Aucune des valeurs de la série des QIX n'a pu être calculée, étant donné la trop courte durée de la période d'observation. Le débit instantané maximal enregistré à Aubigny a été de 83 m3/s le 18 janvier 2004, tandis que la valeur journalière maximale était de 69 m3/s le même jour.

### Lame d'eau et débit spécifique
Au total, la Burge est une rivière peu abondante dans le contexte des rivières de plaine du bassin de la Loire. La lame d'eau écoulée dans son bassin est de 147 millimètres annuellement, ce qui est très inférieur à la moyenne d'ensemble de la France tous bassins confondus (plus ou moins 320 mm/an), ainsi qu'à la moyenne du bassin de la Loire (environ 244 millimètres par an). Le débit spécifique (ou Qsp) atteint 4,7 litres par seconde et par kilomètre carré de bassin.